# Janet Gaynor

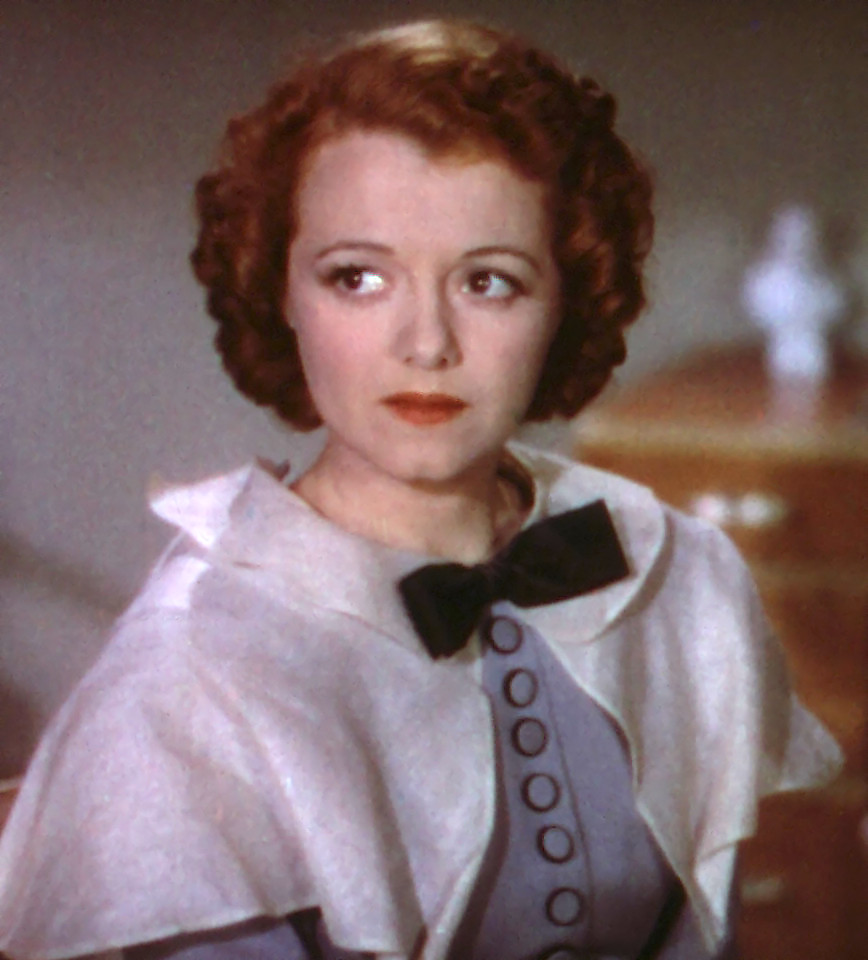
Janet Gaynor în A Star Is Born (1937)

Janet Gaynor (n. 6 octombrie 1906, Pennsylvania, SUA – d. 14 septembrie 1984, Palm Springs⁠(d), California, SUA) a fost o actriță de film și teatru și pictoriță americană. A fost prima actriță câștigătoare a premiului Oscar.
Gaynor și-a început cariera ca figurantă în scurtmetraje și filme mute. După ce semnează cu studioul Fox în 1926, Gaynor devine una din cele mai mari succese box office ale perioadei. În 1929, i se acordă primul premiu Oscar pentru prestațiile sale din filmele 7th Heaven, Sunrise: A Song of Two Humans și Street Angel. A fost singura ocazie în care o actriță primește premiul pentru  mai multe filme. Succesul lui Gaynor continuă odată cu trecerea la filmele cu sunet, o reușită la box office fiind și filmul A Star is Born (1937), pentru care primește o nominalizare pentru cea mai bună actriță.
După retragerea din actorie în 1939, Gaynor se căsătorește cu designerul Adrian Greenburg, cu care are un copil. În anii '50, se întoarce temporar la actorie și devine o pictoriță aclamată. În 1980, Gaynor își face debutul pe Broadway cu piesa Harold and Maude, urmând să ia parte la producția On Golden Pond în februarie 1982. În septembrie 1982, este rănită într-un accident rutier, traumele urmând să-i provoace și decesul, în septembrie 1984.

## Tinerețea
Gaynor s-a născut Laura Augusta Gainor (sau Gainer) în Germantown, Philadelphia. Poreclită Lolly, a fost a doua dintre fiicele lui Laura (născută Buhl) și Frank De Witt Gainor. Frank, lucrând ca tapetar și pictor teatral, și-a învățat fiica numere de acrobație, cântece și dansuri. Gaynor joacă în piese ale școlii. După divorțul părinților săi din 1914, Gaynor se mută cu sora și cu mama sa în Chicago. Laura urmează să se recăsătorească cu electricianul Harry C. Jones. Familia se mută mai târziu în San Francisco.
După absolvirea Liceului Politehnic din San Francisco în 1923, Gaynor își petrece iarna în Melbourne, Florida, lucrând ca actriță de teatru. La întoarcere, Gaynor se mută în Los Angeles alături de mama și tatăl său vitreg pentru a urma o carieră în lumea filmului. La început ezitantă, Gaynor se înscrie la Hollywood Secretarial School și lucrează într-un magazin de pantofi. 
Își începe cariera în mod oficial pe 26 decembrie 1924, ca figurantă într-un scurtmetraj de comedie marca Hal Roach. Slujba respectivă o îndrumă spre mai multe roluri în lungmetraje pentru studiourile Film Bookings Offices of America și Universal. Cel din urmă o angajează pe Gaynor ca figurantă pentru 50 de dolari pe săptămână. După o perioadă de șase săptămâni, un director de la Fox Film îi oferă actriței oportunitatea să joace un rol secundar în filmul The JohnStown Flood (1926). Prestația sa atrage atenția liderilor companiei de film, care îi semnează un contract pe cinci ani. În același an, Gaynor este selectată ca debutantă în cadrul WAMPAS Baby Stars (alături de actrițe ca Joan Crawford, Mary Astor și Dolores del Río).

## Cariera
În 1927, Janet Gaynor devenise deja un nume de marcă, actrița fiind recunoscută pentru imaginea tinerei simpatice și inocente pe care o dezvăluia pe marile ecrane. Prestațiile sale din filmele 7th Heaven (primul din 12 filme realizate cu Charles Farrell), Sunrise: A Song of Two Humans și Street Angel îi aduc, în 1929, trofeul Oscar pentru cea mai bună actriță. A fost singura ocazie când o artistă a primit premiul pentru mai multe roluri, practica fiind interzisă, trei ani mai târziu, de către Academia Americană a Artelor și Științelor Filmului. Gaynor a fost prima actriță care a câștigat un Oscar și, până în 1986, la victoria lui Marlee Matlin, a fost și cea mai tânără premiantă.
Gaynor s-a numărat printre puținele actrițe care au făcut cu succes tranziția de la filmele mute la cele cu sonor. În 1929, este reunită cu Charles Farrell pentru musicalul Sunny Side Up. La începutul anilor '30, Gaynor se clasează în topul celor mai profitabile artiste de la Hollywood și este una din cele mai populare actrițe de la Fox. Succesul său este egalat doar de Marie Dressler, actriță premiată, de asemenea, cu Premiul Oscar. Janet Gaynor este descrisă ca fiind o succesoare a producătoarei de film Mary Pickford, fiind distribuită în remake-uri ale filmelor marca Pickford, precum Daddy Long Legs (1931) și Tess of the Storm Country (1932).
Gaynor continuă să primească roluri principale, în State Fair (1933), cu Will Rogers, și The Farmer Takes a Wife (1935), film care o cuplează cu tânărul actor Henry Fonda. Odată cu unirea studiourilor Twentieth Century Pictures și Fox, statutul de star al lui Gaynor are de suferit, aceasta confruntându-se cu creșterea popularității actrițelor Loretta Young și Shirley Temple. Conform articolelor de presă de la vremea respectivă, Gaynor a ezitat să semneze un contract cu noul Twentieth Century-Fox, cerând un salariu mai mare. Studioul a negat public zvonurile.
Gaynor este cap de afiș în Ladies in Love (1937), alături de Constance Bennet, Loretta Young și Tyrone Power, dar interesul publicului pentru actriță începuse deja să scadă. Rolurile sale erau adeseori asemănătoare, iar gusturile cumpărătorilor de bilete evoluau. Gaynor își planifică retragerea de pe marile ecrane, părăsind studioul 20th Century-Fox. Producătorul David O. Selznick o convinge însă să-și amâne despărțirea de actorie, oferindu-i rolul principal în proiectul său, filmat în Technicolor. Gaynor o portretizează astfel pe Esther Blodgett în drama romantică A Star Is Born (1937). Lungmetrajul este un enorm hit, Gaynor fiind, pentru a doua oară, nominalizată la Premiile Oscar.
A Star Is Born revitalizează cariera lui Gaynor, aceasta urmând să joace și în comedia The Young in Heart (1938), care are un succes modest. Cu toate acestea, Gaynor rămâne hotărâtă să se retragă și să își formeze o familie. La apogeul carierei, Gaynor părăsește industria filmului la doar 33 de ani.

## Filmografie selectivă
- The Return of Peter Grimm (1926)
- 7th Heaven (1927)
- Two Girls Wanted (1927)

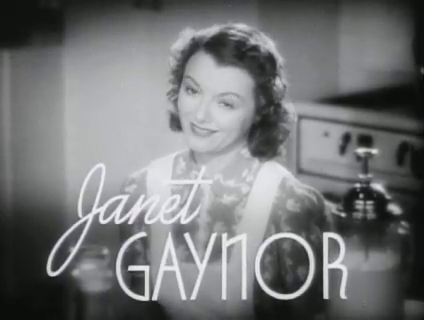
Janet Gaynor în Three Loves Has Nancy (1938)

- Sunrise: A Song of Two Humans (1927)
- Street Angel (1928)
- 4 Devils (1928)
- Lucky Star (1929)
- Christina (1929)
- Sunny Side Up (1929)
- The First Year (1932)
- Change of Heart (1934)
- The Farmer Takes a Wife (1935)
- Small Town Girl (1936)
- Ladies in Love (1936)
- A Star Is Born (1937)
- Three Loves Has Nancy (1938)